# فریدوارت وینتربرگ
فریدوارت وینتربرگ (آلمانی: Friedwardt Winterberg؛ زاده ۱۲ ژوئن ۱۹۲۹) یک فیزیک‌دان در زمینه فیزیک نظری اهل آلمان و استاد پژوهش در دانشگاه نوادا در رینو است.